# Myobatrachoidea
A Myobatrachoidea a kétéltűek (Amphibia) osztályába és a békák (Anura) rendjébe tartozó öregcsalád.

## Rendszerezésük
Az öregcsaládba az alábbi családok tartoznak:
- Mocsárjáróbéka-félék (Limnodynastidae) Lynch, 1969
- Myobatrachidae  Schlegel, 1850